# Jakarta RESTful Web Services
Bei den Jakarta RESTful Web Services (JAX-RS; früher: Java API for RESTful Web Services) handelt es sich um die Spezifikation einer Programmierschnittstelle (API) der Programmiersprache Java, die die Verwendung des Software-Architekturstils Representational State Transfer (REST) im Rahmen von Webservices ermöglicht und vereinheitlicht.
Die in der Spezifikation beschriebenen Funktionalitäten wurden von einem Unternehmenskonsortium rund um Sun Microsystems sowie weiteren unabhängigen Parteien im Rahmen des Java Community Process erarbeitet und im Java Specification Request 311 verabschiedet.
Wie auch andere Programmierschnittstellen der Jakarta EE (früher JEE) benutzt JAX-RS Annotationen, um die Entwicklung und das Deployment von Webservice-Clients und Service-Endpunkten zu vereinfachen.

## Geschichte
Ab Java 5 wurde Version 1.0 unterstützt. Ab der Version 1.1 wurde JAX-RS ein offizieller Teil der Java Platform, Enterprise Edition 6.
Im Januar 2011 begann der Java Community Process mit Gründung der Arbeitsgruppe zu JAX-RS 2.0: Java Specification Request 339: The Java API for RESTful Web Services. Die wichtigsten geplanten Neuerungen waren u. a. eine einheitliche Client-API sowie Unterstützung für Hypermedia nach dem HATEOAS-Prinzip. Die Veröffentlichung war ursprünglich für das Frühjahr 2012 geplant und sollte in die Version 7 der Java Platform, Enterprise Edition einfließen. Mit dem Erscheinen der JEE 7 am 12. Mai 2013 wurde auch JAX-RS in der Version 2.0 veröffentlicht.
Im September 2020 wurde die Version 3.0 der Jakarta RESTful Web Services Spezifikation publiziert.
Die Version 4.0 erschien im April 2024.

## Implementierungen
Die Referenzimplementierung von JAX-RS stellt Eclipse Jersey dar. Jersey 1.0.x basiert auf Version 1.0 und Jersey 1.1.x basiert auf Version 1.1 der Spezifikation. Jersey 2.0/2.1 unterstützt JAX-RS 2.0, Jersey 2.2+ unterstützt JAX-RS 2.1.
Es existiert eine Vielzahl von weiteren Implementierungen von JAX-RS
- Restlet
- RESTEasy ein JBoss Projekt von Red Hat
- JAX-RS-Erweiterung von Apache CXF.